# Mabel Howard

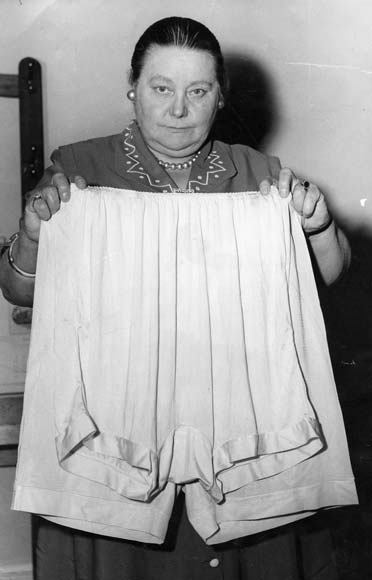
Mable Howard mit ihren Bloomers im Repräsentantenhaus Neuseelands (1954)

Mabel Bowden Howard (* 18. April 1894 in Bowden, Adelaide, South Australia; † 23. Juni 1972 in Christchurch) war eine neuseeländische Politikerin der New Zealand Labour Party (NZLP), erste weibliche Sekretärin einer von Männern dominierten Gewerkschaft sowie erste Ministerin in der Geschichte Neuseelands.

## Leben

### Gewerkschaftsfunktionärin
Mable Bowden Howard, Tochter des Abgeordneten des Repräsentantenhauses Ted J. Howard, besuchte das Christchurch Technical Institute und wurde 1911 als Assistentin Mitarbeiterin der von Männern dominierten Gewerkschaft Canterbury’s General Labour Union. Als sie 1933 Sekretärin der Canterbury’s General Labour Union wurde, war sie die erste Frau in einer derartigen Position in einer neuseeländischen Gewerkschaft.
Zugleich begann sie ihre politische Laufbahn in der Kommunalpolitik und war von 1933 bis 1935 erstmals Mitglied des Stadtrates von Christchurch.
Im Dezember 1935 wurde sie Stellvertretende Regierungssprecherin der ersten von der NZLP gestellten Regierung unter Premierminister Michael Joseph Savage. Zwischen 1938 und 1941 war sie wieder Stadtratsmitglied von Christchurch.
1943 wurde sie bei einer Nachwahl (By-election) als fünfte Frau in der neuseeländischen Parlamentsgeschichte selbst zur Abgeordneten des Repräsentantenhauses gewählt und vertrat in diesem zunächst bis 1946 die Interessen der NZLP im Wahlkreis Christchurch East und anschließend von 1946 bis 1969 im Wahlkreis Sydenham.

### Erste Ministerin Neuseelands
Als sie 1947 von Premierminister Peter Fraser als Ministerin für Versorgung in dessen Kabinett berufen wurde, war sie das erste weibliche Regierungsmitglied in der Geschichte Neuseelands. Kurze Zeit später ernannte Fraser sie im Rahmen einer Regierungsumbildung zur Gesundheitsministerin; in dieser Funktion gehörte sie der Regierung bis zum Ende von Frasers Amtszeit am 13. Dezember 1949 an. 1950 wurde sie wiederum Mitglied des Stadtrates von Christchurch und gehörte diesem nunmehr bis 1959 an.
1954 erhielt sie erneut landesweite Beachtung, als sie im Repräsentantenhaus zwei Paar ihrer Bloomers zeigte, um zu verdeutlichen, dass Kleidungsstücke für dieselbe Person unterschiedliche Größen haben. Dies führte zu einer Gesetzesinitiative, die eine gesetzliche Festlegung von Konfektionsgrößen zur Folge hatte.
Nach dem Wahlsieg der NZLP wurde sie am 12. Dezember 1957 von Premierminister Walter Nash in dessen Kabinett berufen und war dort bis zur Wahlniederlage gegen die New Zealand National Party am 26. November 1960 Ministerin für Soziales und das Wohlergehen von Frauen und Kindern. Zuletzt war sie zwischen 1963 und 1968 wieder Mitglied des Stadtrates von Christchurch.
Nach ihrem Rückzug aus der Politik litt die niemals verheiratete Mabel Howard an einer Paranoia, so dass sie aufgrund eines Gerichtsbeschlusses in die psychiatrische Klinik Sunnyside Hospital eingewiesen wurde, wo sie schließlich einige Jahre später verstarb.
In einer Fernsehsendung über die 100 bedeutendsten Neuseeländer mit dem Titel New Zealand’s Top 100 History Makers wurde sie 2005 auf Platz 28 gewählt und landete damit nur einen Platz hinter Helen Clark, der damaligen Premierministerin Neuseelands.